# Michael Ealy
Michael Ealy, nome artístico de Michael Brown (Washington, D.C., 03 de agosto de 1973), é um ator de cinema e televisão estadunidense.

## Filmografia

### Cinema
•   2020 - Fatale
- 2018 - The Intruder
- 2015 - The Perfect Guy
- 2014 - Think Like a Man Too
- 2014 - About Last Night
- 2013 - Last Vegas
- 2012 - Unconditional
- 2012 - Think Like a Man
- 2012 - Underworld: Awakening
- 2011 - Margareth
- 2010 - For Colored Girls
- 2010 - Ladrões
- 2008 - Sete Vidas
- 2008 - Miracle at St. Anna
- 2005 - Jellysmoke
- 2004 - Barbershop 2: Back in Business
- 2004 - Never Die Alone
- 2004 - November
- 2003 - 2 Fast 2 Furious
- 2003 - Justice
- 2002 - Barbershop
- 2002 - Bad Company
- 2002 - Kissing Jessica Stein

### Televisão
- 2017 - Being Mary Jane
- 2016 - Secrets and Lies
- 2015 - The Following
- 2013 - Almost Human
- 2012 - WWE Raw
- 2012 - Common Law
- 2011 - Californication
- 2009 - The Good Wife
- 2009 - FlashForward
- 2009 - Hawthorne
- 2007 - Suspect (telefilme)
- 2005 - Sleeper Cell
- 2005 - Their Eyes Were Watching God (telefilme)
- 2002 - E.R.
- 2001 - Soul Food
- 2000 - Madigan Men
- 2000 - Law & Order
- 2000 - Metropolis (telefilme)

### Vídeos Musicais
- 2005 - Get Your Number - Mariah Carey
- 2008 - Halo - Beyoncé
- 2012 - Tonight (Best You Ever Had) - John Legend

## Ligação externa
- Michael Ealy. no IMDb.
- Michael Ealy no AdoroCinema